# Ják
Ják (németül: Jaak / Sankt Georgen / Sankt Jörgn) község Vas vármegyében, a Szombathelyi járásban, nem messze az osztrák határtól, Burgenland tartománytól. 4495 hektáros kiterjedésével a vármegye legnagyobb közigazgatási területű községe. Itt található a magyar romanikus templomépítészet legjelentősebb megmaradt alkotása.

## Fekvése
Szombathelytől 10 kilométerre délre fekszik, a Jáki-Sorok partján, az osztrák határ közvetlen közelében; nyugati szomszédja, Felsőbeled (Oberbildein) már Ausztriában található.
További határos települések, nyugatról indulva, az óramutató járása szerint: nyugat felől Pornóapáti, északnyugat felől Nárai, észak-északkelet felől Szombathely, kelet felől Balogunyom és Kisunyom, délkelet felől Egyházasrádóc, dél felől Rádóckölked és Nagykölked, délnyugat felől pedig Szentpéterfa.

### Megközelítése
Legfontosabb közúti megközelítési útvonala a 8707-es út, amely dél-északi irányban húzódik végig a központján, ezen érhető el a megyeszékhely Szombathelyről és déli irányból, Körmend térsége felől is. Balogunyommal és a 86-os főúttal a 8712-es, Náraival a 8715-ös út köti össze, és érinti még a területét egy rövid szakaszon a 8713-as út is.
Vasútvonal nem érinti a település közigazgatási területét, a legközelebbi vasúti csatlakozási lehetőséget a Szombathely–Szentgotthárd-vasútvonal Ják-Balogunyom vasútállomása kínálja. Az állomás a településtől mintegy 5 kilométerre keletre helyezkedik el, közúti megközelítését a 8712-es útból Balogunyom lakott területének nyugati szélén kiágazó 87 312-es számú mellékút biztosítja.

## Nevének eredete
Nevét egykori birtokosairól a Ják nemzetségről kapta. A név eredete vitatott. Egyesek szerint a Jakab személynév rövidített változata, míg mások a Csák nemzetségtől származtatják mondván, hogy a két nemzetség tulajdonképpen azonos.

## Története
Már a vaskorban lakott hely volt, határában vaskori sírhalmot és bronzkori emlékeket is találtak. A Kő-dűlőben római temető volt.
A Templomdombon már a 11. században település állott.
Az 1992. évi ásatáskor megtalálták a falu középkori temetőjét, melyet a 11. századtól használtak. Ugyanekkor bizonyosodott be, hogy az apátsági templommal szembeni Szent Jakab kápolna volt eredetileg a falu temploma.
A mai települést 1211-ben Iyak néven említik először.
Bencés rendi apátságát 1214-ben a Ják nembeli Márton comes alapította Szent György tiszteletére, ezután kezdődött meg a monumentális apátsági templom építése.
1223-ban a monostorban már élénk szerzetesi élet folyt, 1331-ben már 50 szerzetes élt itt.
A régi apátház telkén megtalálták a Ják nemzetség Árpád-kori palotájának és lakótornyának alapfalait.
1455-ben Ják kegyura királyi adományként a monyorókeréki Elderbach Berchtold lett, tőle Bakócz Tamás, majd Erdődy Péter örökölte a birtokot.
Az 1532. évi török hadjárat során valószínűleg Jákot is felégették, a templom súlyos károkat szenvedett.
1557 és 1613 között a Zrínyi család volt a falu földesura. 1562-ben a monostort elhagyták a szerzetesek, a templomot 1745-ben gr. Erdődy Gábor jáki apát állíttatta helyre.
1697-ben a falunak 500 lakosa volt. 1787-ben 100 házában 1000 lakosa élt.
A falu a 18. században fazekasairól volt híres, akik céhet is alapítottak.

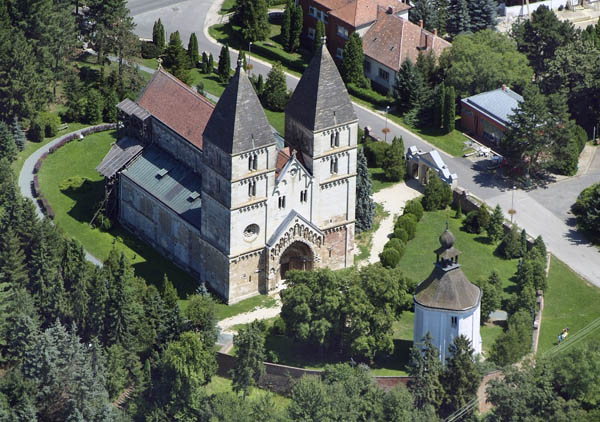
A jáki templom felülnézetben

Vályi András szerint: "JAK. Sz. Georgen. Népes horvát falu Vas Várm. földes Urai több Urak, lakosai katolikusok, fekszik Kőrméndhez 1 2/4 mértföldnyire, földgye középszerű, legelője, fája van, tserép edényeket is szoktak készíteni."
Fényes Elek szerint: "Ják, magyar m. v. Vas vármegyében, Szombathelyhez 2 órányira, 1316 kath., 23 zsidó lak. Régi apáti temploma, melly most plébániális szentegyház, már messzire látható. Közönséges vélemény, hogy ez apátság a 12-ik vagy 13-ik században alapittatott, még pedig a benedekiek részére, de 1532-ben a törökök Kőszegről viszszaverettetvén, elpusztították, s akkor a hozzá tartozó Péczől is tőle elszakadt. Most mint jövedelmes apátságot az Erdődy grófi nemzetség ajándékozza el."
Vas vármegye monográfiájában: "Jaák régi nemesi nagyközség, 227 házzal és 2073 magyar- és németajkú lakossal. Postája helyben, távírója Kis-Unyom. A község a Sorok patak mellett, a tervezett pinka-mindszent-szombathelyi vasútvonal mentén fekszik; a körjegyzőség székhelye. Ősidők óta lakott hely, melynek határában vaskori sirhalom van, de a bronzkorszakból is gyakran találnak itt emlékeket, ú. n. "Kődülő"-ben római temetkezési hely volt. A községnek kitünő kavicsbányája és tégla-, kályha- és edény-készítésre alkalmas agyaga van, miért is lakosai régóta üzik a téglagyártást és a cserépedény-készítést. Önsegélyző-szövetkezete és olvasó köre is van."
Fejlődését némileg visszavetette, hogy a vasút kiépítése során (1872-ben) Jákot elkerülte a Szombathely–Graz vasútvonal. 1910-ben 2236 magyar lakosa volt, iskolája is ebben az évben épült.

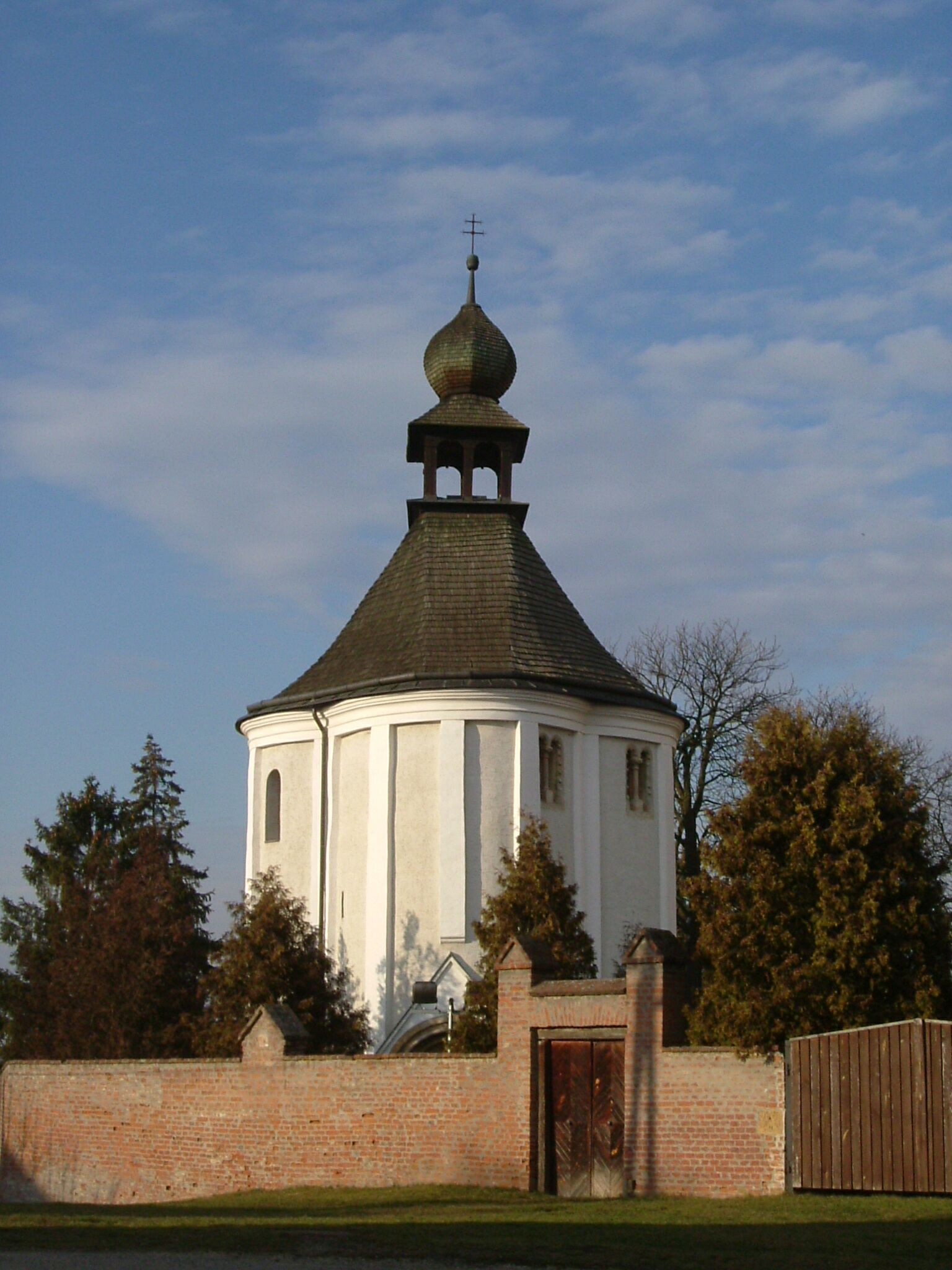
A Szent Jakab kápolna

## Közélete

### Polgármesterei
- 1990–1994: Szemes István (független)[7]
- 1994–1998: Szemes István (független)[8]
- 1998–2002: Szemes István (független)[9]
- 2002–2006: Szemes István (független)[10]
- 2006–2010: Szemes István (független)[11]
- 2010–2014: Szemes István (független)[12]
- 2014–2019: Szemes István (független)[13]
- 2019–2024: Dr. Tóth Ernő (független)[14]
- 2024– : Dr. Tóth Ernő (független)[1]

## Népesség
A település népességének változása:
| Lakosok száma | 2603 | 2603 | 2598 | 2563 | 2554 | 2512 | 2535 |
|               | 2013 | 2014 | 2015 | 2021 | 2022 | 2023 | 2024 |

A 2011-es népszámlálás során a lakosok 89,8%-a magyarnak, 1,2% németnek, 0,6% horvátnak mondta magát (10,1% nem nyilatkozott; a kettős identitások miatt a végösszeg nagyobb lehet 100%-nál). A vallási megoszlás a következő volt: római katolikus 70,1%, református 1,6%, evangélikus 0,6%, felekezet nélküli 4,2% (22,8% nem nyilatkozott).
2022-ben a lakosság 93,6%-a vallotta magát magyarnak, 1,3% németnek, 0,7% horvátnak, 0,2% cigánynak, 0,2% ukránnak, 0,1% bolgárnak, 0,1% románnak, 1,8% egyéb, nem hazai nemzetiségűnek (6,1% nem nyilatkozott; a kettős identitások miatt a végösszeg nagyobb lehet 100%-nál). Vallásuk szerint 48% volt római katolikus, 1,1% református, 1% evangélikus, 0,4% görög katolikus, 0,9% egyéb keresztény, 1,3% egyéb katolikus, 5,1% felekezeten kívüli (41,9% nem válaszolt).

## Nevezetességei
- A római katolikus apátsági templom 1220 és 1256 között épült, többször bővítették, mellette a Szent Jakab kápolna 1260 körüli. 1781-ig a templomot cinterem (temető) vette körül. 1896 és 1904 között Schulek Frigyes tervei szerint restaurálták. Kapuja 1663-ban épült, kőfala későbbi. A román kori magyar templomépítészet legjelentősebb megmaradt alkotása.
- A községben több, 18-19. század-i lakóház és kúria található.
- Az apáti ház épületében helytörténeti múzeum tekinthető meg. Az épület mellett, illetve belül a padozatba építve jól látható a középkori lakótorony alapfala.

## A község szülöttei
- 1790. július 17-én Bitnicz Lajos természettudós, matematikus és régész
- 1939. február 3-án Novák Dezső kétszeres olimpiai bajnok labdarúgó
- 1949. szeptember 2-án Vida Ferenc zenész, basszusgitáros, a Lord együttes alapítója

## Képek

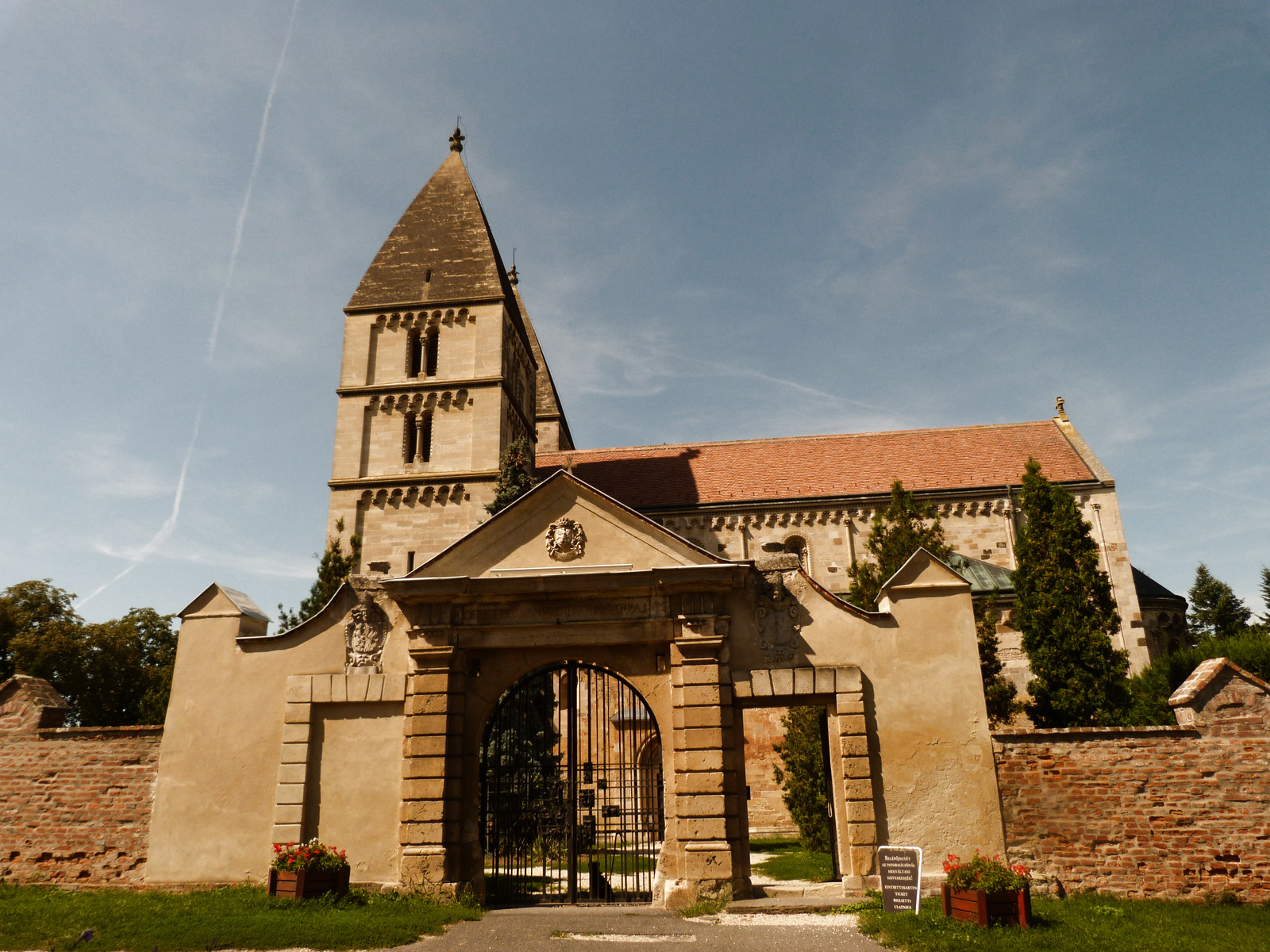
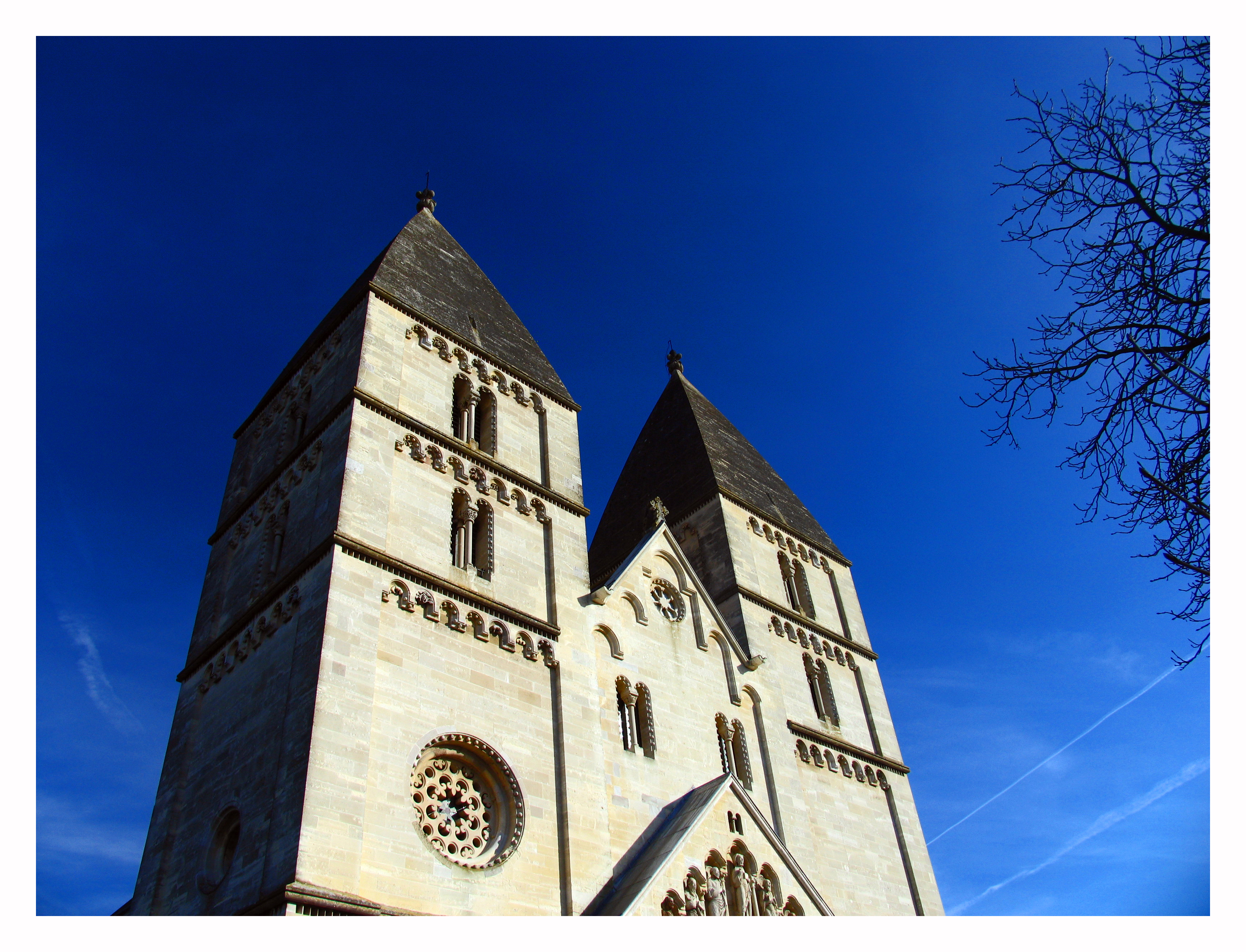
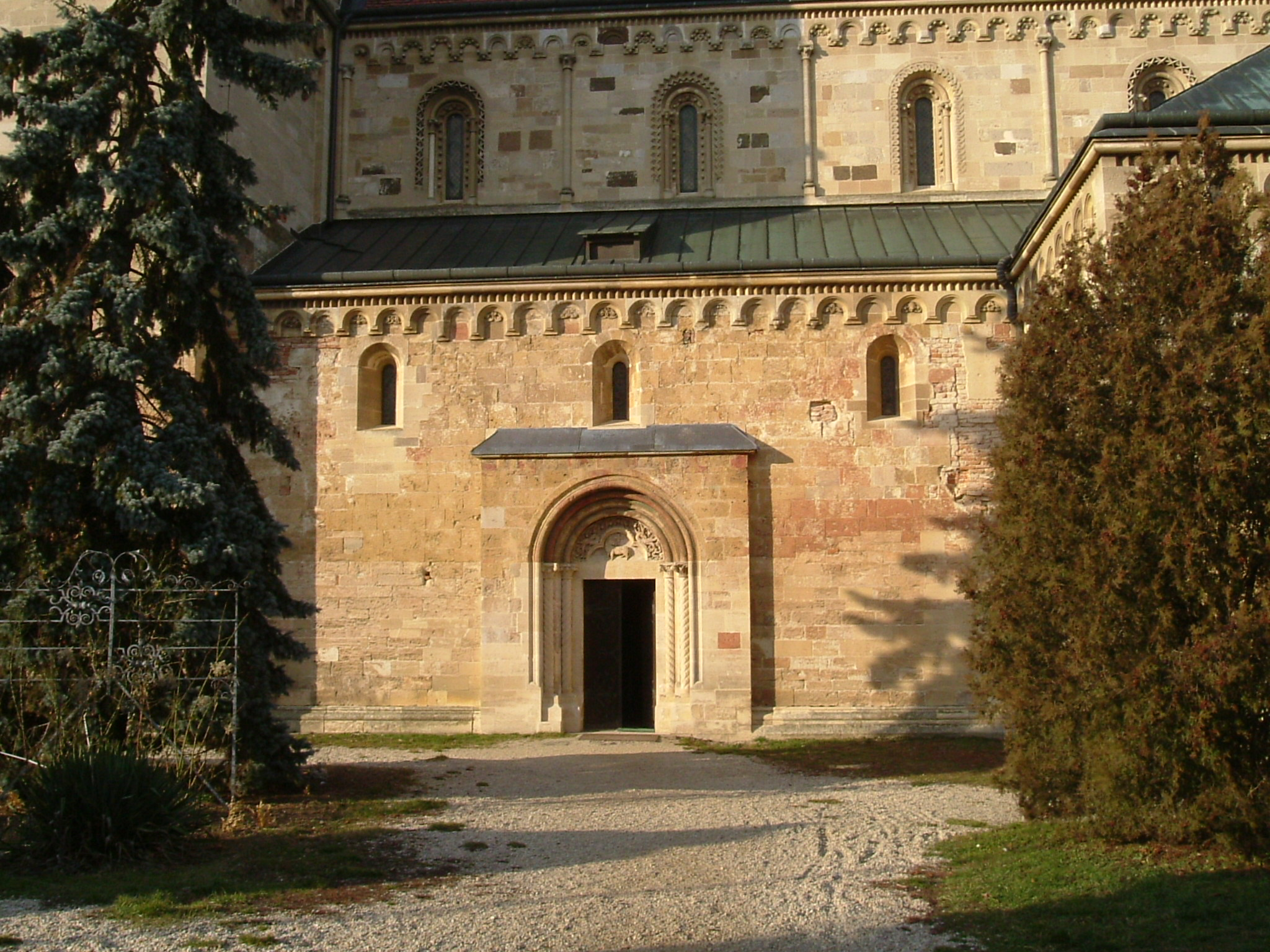
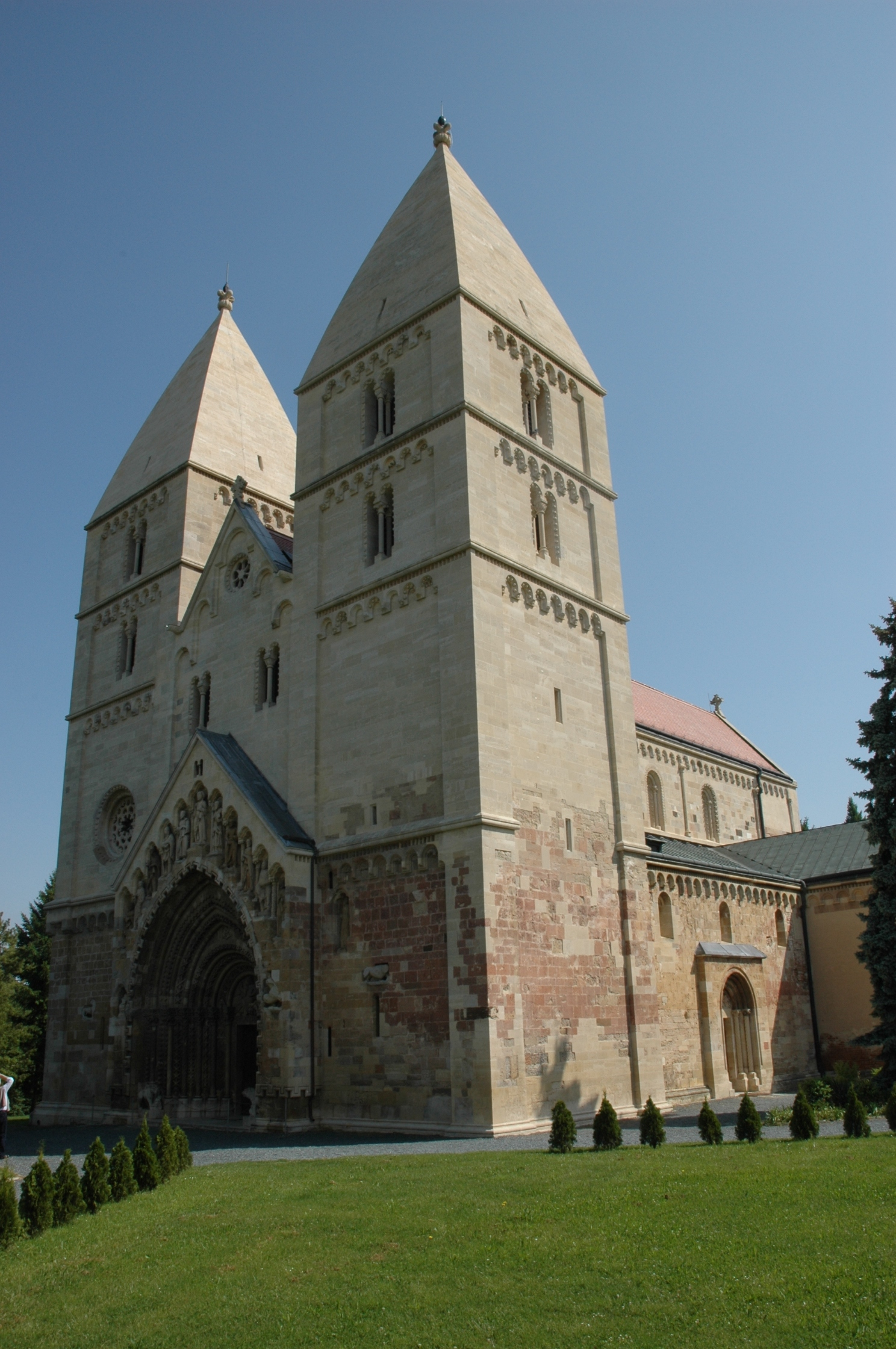

## Kapcsolódó szócikk
- Jáki apátsági templom